# Caryophyllia inornata
Espèce
Statut CITES
Caryophyllia inornata est une espèce de coraux appartenant à la famille des Caryophylliidae. Ce corail est également appelé Madrépore œillet ou Petite dent de chien.

## Description et caractéristiques

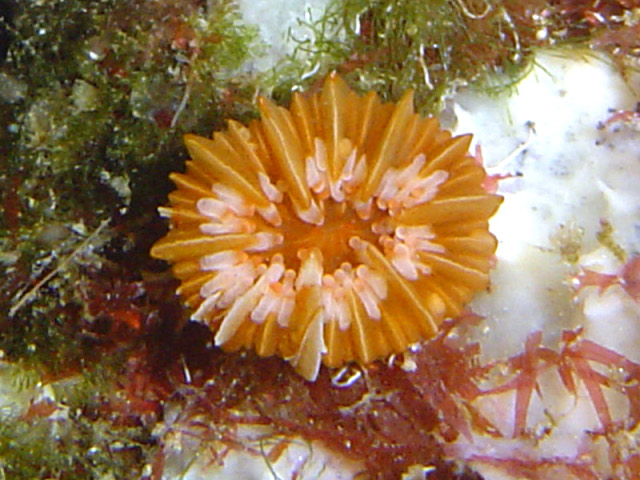
Caryophyllia inornata (Águilas)

## Habitat et répartition
Caryophyllia inornata est présent dans l'océan Atlantique (Bretagne jusqu'aux Açores et les Canaries) et en Méditerranée. Cette espèce, sciaphile, est présente sur les plafonds des grottes et surplombs, depuis la surface jusqu'à une centaine de mètres de profondeur.